# Anorexia: Shikabane Hanako wa kyoshokushō
Anorexia: Shikabane Hanako wa kyoshokushō (アノレクシア~しかばね華子は拒食症~?, Anorekushia: Shikabane Hanako wa kyoshokushō, lett. "Anorexia: L'anoressia di Hanako Shikabane") è un manga seinen dagli elementi horror e gore scritta da Akira e disegnata da nini. Pubblicata dall'editore Mag Garden sulla rivista digitale Beat's, la serie è poi uscita in due volumi tankōbon, pubblicati nel 2012 e il 2013.

## Trama
Ryoji Seusu lavora in uno stabilimento di macellazione quando un viene coinvolto in un incidente assieme alla figlia del proprietario, Hanako. Lei, conosciuto il giovane, gli propone di venire a lavorare per lei e la sua famiglia, a titolo di risarcimento. Solo troppo tardi Ryoji si accorge che, stretto un patto con Hanako, ha accettato di divenirne servitore e che la famiglia di lei presso la quale lavorerà è quanto mai piena di casi patologici.
I fratelli e le sorelle di Hanako, morti i genitori, hanno infatti iniziato a soffrire di turbe psichiche al punto di arrivare a vivire un'esistenza in molti casi completamente separata dal resto del mondo. Inoltre è abitudine di famiglia cibarsi di altri esseri umani, praticare il cannibalismo.
Ryoji deve inoltre fare i conti con la malattia di cui soffre la sua "padrona", l'anoressia; Hanako, incapace di superare la morte dei genitori, rifiuta ogni cibo: da quello solitamente umano a quello composto da umani.
A rendere la vita del giovane più difficile vi è pure la sorella, Ryoko, ricoverata in ospedale da anni, a causa dell'incidente che le ha fatto perdere l'uso delle gambe. Ryoko, sua gemella, tortura il fratello fin dalla tenera età, quando arrivò al punto di evirarlo con un paio di forbici e non ha mai smesso di professare l'amore dispotico che nutre nei confronti del giovane.
Quando Juria, la più instabile della famiglia Shikabane impazzisce, è proprio Ryoji a salvare la situazione: messa in salvo Hanako e chiamata la polizia, il ragazzo permette così alla famiglia di riaprirsi al mondo esterno ed uscire dall'isolamento patologico. Sarà proprio così che i giovani Shikabane inizieranno a superare i mali che li affliggono e Hanako, ormai più serena, ad iniziare a vivere con Ryoji.

## Personaggi
Ryōji Ryoji ( 瀬臼 猟二 ?,  Seusu Ryōji)
Il protagonista, servitore di Hanako e fretallo gemello di Ryoko. Quest'ultima ha sempre avuto un atteggiamento sadico nei confronti dell'ingenuo Ryoji che si lasciava torturare dalla sorella al punto di lasciarsi evirare da quest'ultima.
 Hanako Shikabane ( 志果羽 華子 ?,  Shikabane Hanako)
Terza figlia degli Shikabane, dopo la morte dei genitori ha iniziato a soffrire di anoressia per cui i fratelli sono soliti somministrarle integratori alimentari al fine di evitare svenimenti o addirittura la morte di Hanako. Costringe ad un patto di servitù Ryoji dopo averlo incontrato anni prima all'impianto di macellazione dei genitori, durante una crisi bulimica.
 Toshirō Shikabane ( 志果羽 砥棘郎 ?,  Shikabane Toshirō)
Secondogenito, ma poiché maschio erede della famiglia. Finisce per trascorrere un'infelice infanzia divisa fra studio ed obblighi familiari, dato che entrambi i genitori lo considerano unico possibile successore all'impresa di famiglia. DIvenuto un famoso medico, Toshiro cova nel profondo un grande malessere ed un forte senso di odio e rivalsa nei confronti del padre e della madre. Questi sentimenti lo portano poi ad assassinarli, lasciando cadere la colpa sulla sorella Juria. Quando poi conosce all'ospedale Ryoko, decide di sbarazzarsi di tutti i familiari, i propri - di cui non sopporta il peso - e il gemello di lei, data la grande ossessione che Ryoko nutre nel rapporto con Ryoji.
 Juria Shikabane ( 志果羽 樹里亜 ?,  Shikabane Juria)
Primogenita ma in quanto donna esclusa dalla successione familiare. Nato il fratello Juria subisce già nella prima età un tracollo psichico, sperimentando l'abbandono affettivo dei genitori e concentrando perciò tutte le sue energie verso i fratelli minori, che di fatto vengono accuditi da lei come figli. Quando i coniugi Shikabane muoiono, uccisi, Toshiro approfitta della fragilità mentale della sorella per convincere tutti che la responsabile sia la sorella. Da allora Juria finisce per sperimentare uno sdoppiamento della personalità: a momenti di estrema lucidità e gentilezza subentrano repentine trasformazioni in una forma animalesca, ferina, capace anche di commettere atti di cannibalismo verso i familiari.
 Sōyo Shikabane ( 志果羽 草夜 ?,  Shikabane Sōyo)
Figlio minore degli Shikabane, particolarmente legato a Juria. Dopo aver assistito alla trasformazione dell'amata sorella finisce per divenirne il "padrone" quando in forma animale. Soryo si comporta infatti come un vero master, maltrattando fisicamente la sorella, insultandola e portandola a passeggio per la magione con un guinzaglio.
 Neyume Shikabane ( 志果羽 根夢 ?,  Shikabane Neyume)
Ultimogenita. Già quando i genitori erano in vita Neyume aveva cominciarto a comportarsi da bambina perfetta per compiacerli, senza tuttavia ottenere alcun risultato. Alla morte dei genitori, la sua mania dell'ordine si è acuita, rendendola più che altro la perfetta cameriera della magione Shikibane.
 Ryōko Seusu ( 瀬臼 猟子 ?,  Seusu Ryōko)
Gemella di Ryoji. Dovendo sopportare fin dalla tenera età le preferenze dei geniitori e le loro aspettative - poiché credevano ciecamente di renderla un'eccellente ballerina - Ryoko si è sempre sentita incompresa dai genitori ed usata come un oggetto per soddisfare le loro mire ed il loro esibixionismo. Negli anni ha sfogato il malessere interiore sul gemello che, docile per natura, le era sottomesso, al punto di arrivare ad umiliarlo facendogli recitare la parte di sua fittizia sorella gemella ed infine evirarlo. Quando è stata investita perdendo così l'uso delle gambe, la sua influenza su Ryoji, a causa della lontananza, è scemata e a Ryoko non è rimasto che comandare subdolamente il fratello rinfacciandogli di essere l'unica tra i due ad essere ormai disabile.

## Manga

### Volumi
| Nº | Giapponese 「Kanji」 - Rōmaji                                                            | Data di prima pubblicazione           | Data di prima pubblicazione |
| Nº | Giapponese 「Kanji」 - Rōmaji                                                            | Giapponese                            |                             |
| 1  | 「アノレクシア〜しかばね華子は拒食症〜 1」 - Anorexia: Shikabane Hanako wa kyoshokushō 1 | 14 maggio 2012 ISBN 978-4-8000-0004-0 |                             |
| 2  | 「アノレクシア〜しかばね華子は拒食症〜 2」 - Anorexia: Shikabane Hanako wa kyoshokushō 2 | 14 marzo 2013 ISBN 978-4-8000-0111-5  |                             |